# Nationale Partij Suriname
Die Nationale Partij Suriname (NPS) ist eine am 29. September 1946 gegründete politische Partei in Suriname. Sie hat ihren Parteisitz, Grun Dyari (grüner Garten), in Paramaribo an der Johan Adolf Pengelstraat 77.

## Parteivorsitzende
Am 15. Dezember 1946 wurde der erste Vorstand gewählt und erster Vorsitzender der Partei war Rechtsanwalt G. van der Schroeff.
Einer der charismatischen Politiker der Partei war Johan Adolf Pengel der erstmals im Jahr 1949 für die NPS in das Parlament, Staten van Suriname gewählt wurde. Im Jahre 1962 wurde er zum Vorsitzenden der NPS gewählt.
Unter dem Nachfolger von Pengel als Vorsitzender der NPS, Henck A. E. Arron wurde Suriname am 25. November 1975 unabhängig.
Der Nachfolger von Arron als Parteivorsitzender der NPS war von 1993 bis 2012 Ronald Venetiaan, der auch in der Zeit von 1991 bis 1996 und 2000 bis 2010 dreimal zum Präsidenten der Republik Suriname gewählt wurde.
Am 17. Juni 2012 wurde Gregory Rusland zum neuen Parteivorsitzenden gewählt- und im November 2013 wurde Venetiaan zum Ehrenvorsitzender der Partei ernannt. Im Dezember 2020 wurde Rusland erneut für weitere fünf Jahre im Amt bestätigt.

## Nach dem Putsch
Nach dem Militairputsch am 25. Februar 1980 fanden erst 1987 wieder Parlamentswahlen statt und die NPS kam wieder in das politische Machtzentrum; 1991 wurde ihre Regierung jedoch erneut gestürzt.

## Opposition
Seit den Parlamentswahlen 2010 ist die NPS in der Opposition mit vier Abgeordneten in der Nationalversammlung von Suriname vertreten. Nachdem Venetiaan 2010 die Wiederwahl gegen den früheren Diktator Dési Bouterse verloren hatte, der erstmals seit dem Ende der Diktatur an die Macht zurückkehrte, zog er sich zwei Jahre später vom Vorsitz und der Rolle des Oppositionsführers zurück.
Bei den Parlamentswahlen am 25. Mai 2015 war die NPS Teil des Parteienbündnis V 7 Combinatie. Die NPS errang lediglich zwei der insgesamt 51 Abgeordnetensitze im neu gewählten Parlament.

## Regierungskoalition
Nach der Wahl zur Nationalversammlung vom 25. Mai 2020 beteiligte sich die NPS an der Regierungskoalition unter Präsident Chan Santokhi. Im Februar 2023 verließ die NPS mit ihren drei Parlamentsabgeordneten die Koalition. Begründet wurde der Entschluss damit, dass sie häufig nicht in Entscheidungen der Regierung eingebunden war.
Bei den Parlamentswahlen am 25. Mai 2025 erhielt die NPS 6 von 51 Parlamentssitzen. Nach erfolgreichen Koalisationsgesprächen unter Führung von Jennifer Simons von der NDP wurde Gregory Rusland zum Vizepräsidenten von Suriname gewählt. Die offizielle Amtseinführung und Vereidigung erfolgte am 16. Juli 2025.